# Omari Hutchinson
Omari Hutchinson (Redhill, 29 de octubre de 2003) es un futbolista británico, nacionalizado jamaicano, que juega en la demarcación de centrocampista para el Nottingham Forest F. C. de la Premier League.

## Biografía
Tras empezar a formarse como futbolista en el Arsenal F. C., finalmente en la temporada 2022-23 se marchó traspasado al Chelsea F. C. Subió al primer equipo poco tiempo después, haciendo su debut el 5 de enero de 2023 en la Premier League contra el Manchester City F. C., sustituyendo a Pierre-Emerick Aubameyang en el minuto 68. Tres días después debutó en la FA Cup, jugando de nuevo contra el Manchester City. Para la campaña siguiente fue cedido al Ipswich Town F. C. Con este equipo consiguió un ascenso a la Premier League, contribuyó al éxito con diez goles, y el club decidió adquirirlo en propiedad siendo el fichaje más caro de su historia. Su primer tanto en la máxima categoría llegó el 24 de noviembre de 2024 y este sirvió para empatar ante el Manchester United F. C. Logró otros dos goles y dio dos asistencias durante la temporada en la competición.
El 16 de agosto de 2025 fue traspasado al Nottingham Forest F. C. y firmó por cinco años.

## Clubes
| Club                    | País       | Año       | Partidos | Goles |
| ----------------------- | ---------- | --------- | -------- | ----- |
| Chelsea F. C.           | Inglaterra | 2023      | 2        | 0     |
| Ipswich Town F. C.      | Inglaterra | 2023-2025 | 82       | 14    |
| Nottingham Forest F. C. | Inglaterra | 2025-     |          |       |

## Palmarés

### Títulos internacionales
| Título          | Equipo            | Sede       | Año  |
| --------------- | ----------------- | ---------- | ---- |
| Eurocopa Sub-21 | Inglaterra sub-21 | Eslovaquia | 2025 |